# Tomas Alfredson

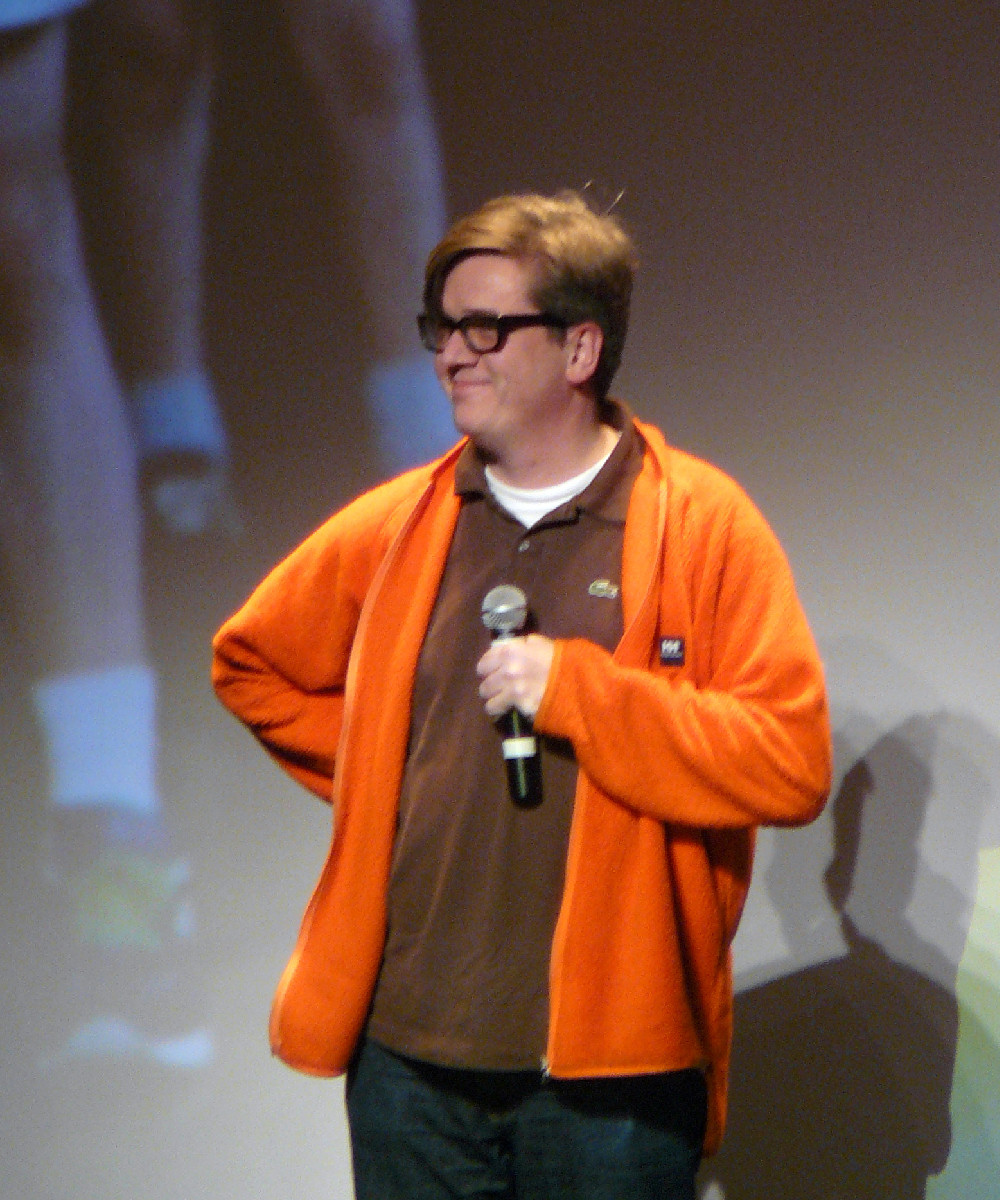
Alfredson, 2009

Tomas Alfredson, ook wel Sputte, (Stockholm, 1 april 1965) is een Zweedse autodidactisch filmmaker en was regisseur van verschillende films en televisieseries.
Tomas is de zoon van Zweeds komiek Hans Alfredson en zijn jongere broer Daniel Alfredson was al eind jaren negentig als regisseur actief. Volgens eigen zeggen was zijn vader zelden thuis en werd hij grotendeels grootgebracht door zijn moeder. Zijn filmcarrière begon in Zweden waar hij als assistent bij de filmmaatschappij Svensk Filmindustri werkte. Hij was betrokken bij de oprichting van het televisiestation TV4 waar hij op de entertainment-afdeling werkte. Hij maakte verschillende televisieproducties, korte films en shows voor kinderen. In 2003 debuteerde hij met zijn eerste speelfilm Werkuren (Kontorstid). Hij is lid van de theatergroep Killinggänget, met wie hij het verhaal en scenario van zijn tweede speelfilm Four Shades of Brown schreef.
In 2008 beleefde hij zijn internationale doorbraak met de horrorfilm Låt den rätte komma in (internationaal bekend als Let the Right One In) naar de gelijknamige roman van John Ajvide Lindqvist. De film won meer dan 55 internationale filmprijzen, waaronder de Saturn- en de British Independent Film Award voor beste internationale film, de Black Tulip Award en de Silver Scream Award van het Amsterdam Fantastic Film Festival 2009, de Gouden Raaf van het Brussels International Festival of Fantastic Film 2009 en de Grand Prize of European Fantasy Film in Gold van het Filmfestival van Sitges 2008. In 2011 maakte hij Tinker, Tailor, Soldier, Spy, een thriller gebaseerd op het gelijknamig werk van John le Carré, waar Gary Oldman een Oscarnominatie voor beste acteur aan overhield voor zijn vertolking van inlichtingenofficier George Smiley.
Alfredson is vader van twee zonen: Maja (1993) en Petter (1995). Deze kinderen heeft hij met zijn ex-vrouw Cissi, CEO van het Zweedse Filminstituut.

## Filmografie (selectie)
- 1994: Bert (televisieserie)
- 1995: Bert: Den siste oskulden
- 1997: Irma och Gerd (televisieserie)
- 1999: Torsk på Tallinn – En liten film om ensamhet (televisiefilm)
- 1999: Offer och gärningsmän (telefilm)
- 1999: En liten film (telefilm)
- 2000: Soldater i månsken (telefilm)
- 2003: Kontorstid
- 2004: Fyra nyanser av brunt
- 2005: Landins (televisiefilm)
- 2005: En dålig idé (televisiefilm)
- 2005: Min sista vilja (televisiefilm)
- 2005: Pappas lilla tjockis (televisiefilm)
- 2005: Dear Mr. Barroso (korte film)
- 2005: En decemberdröm (televisieserie)
- 2007: Hur tänker hon? (video)
- 2008: Låt den rätte komma in
- 2011: Sissela Kyle - Dina dagar är räknade (video)
- 2011: Tinker, Tailor, Soldier, Spy
- 2017: The Snowman

- Biblioteca Nacional de España: XX4910074
- Bibliothèque nationale de France: cb16221979r (data)
- CiNii: DA18725546
- Gemeinsame Normdatei: 130577626
- International Standard Name Identifier: 0000 0001 1471 6788
- Library of Congress Control Number: no2009041020
- Nationale Bibliotheek van Letland: 000340106
- Nationale Bibliotheek van Tsjechië: mzk2012722358
- Nederlandse Thesaurus van Auteursnamen: 321656482
- LIBRIS: 346727
- SNAC: w6d92q94
- Système universitaire de documentation: 143376519
- Virtual International Authority File: 45412815
- WorldCat: E39PBJtRJDVGDygdbwGRgj97HC